# 628

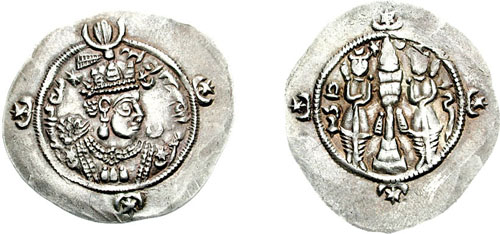
Koning Ardashir III (ca. 621-629)

Het jaar 628 is het 28e jaar in de 7e eeuw volgens de christelijke jaartelling.

## Gebeurtenissen

### Byzantijnse Rijk
- Byzantijns-Perzische Oorlog: Keizer Herakleios stelt Khusro II, koning van Perzië, een ultimatum. Hij weigert zijn vredesvoorstel (o.a. teruggave van de veroverde gebieden) te accepteren. De Perzische edelen in Ctesiphon komen in opstand en nemen Khusro in zijn koninklijk paleis gevangen.
- Kavad II volgt zijn vader Khusro II op als koning van het Perzische Rijk. Hij laat hem vermoorden en sluit een vredesverdrag met het Byzantijnse Rijk. Tijdens zijn regeerperiode wordt Kavad (nadat hij is vermoord) nog voor het einde van het jaar opgevolgd door zijn 7-jarige zoon Ardashir III.

### Brittannië
- Koning Penda van Mercia verslaat bij Cirencester (Zuidwest-Engeland) de West-Saksen onder leiding van koning Cynegils. Hij wordt gedwongen om het gebied van de Hwicce af te staan. (waarschijnlijke datum)

### Arabië
- Mohammed, islamitische profeet, leidt met 1500 volgelingen een bedevaart naar Mekka (Saoedi Arabië). Voorzien van offerdieren wil hij de hadj uitvoeren, maar bij de stad wordt hem de toegang ontzegd.
- Mohammed sluit een 10-jarig bestand met de Qoeraisj en de moslims (Verdrag van al-Hoedaibiyyah) in Medina. De islam breidt haar invloed verder uit op het Arabisch schiereiland. (waarschijnlijke datum)

### Azië
- Brahmagupta, Indiase wiskundige, schrijft zijn boekwerk "Brahmasphuta-siddhanta". Hierin beschrijft hij rekenkundige bewerkingen op negatieve getallen, met name optellen en aftrekken. Voor het eerst wordt het getal nul genoemd.

## Religie
- Amandus van Gent wordt in Frankrijk tot missiebisschop gewijd.

## Geboren
- Adomnán, Iers abt en hagiograaf (overleden 704)
- Benedictus Biscop, Angelsaksisch abt (waarschijnlijke datum)
- Gao Zong, keizer van het Chinese Keizerrijk (overleden 683)
- Gungri Gungtsen, koning van Tibet (overleden 647)

## Overleden
- 15 april - Suiko (74), keizerin van Japan
- Kavad II, koning van de Sassaniden (Perzië)
- Khusro II, koning van de Sassaniden
- Theodelinde, koningin van de Longobarden